# سلطان علی لاکهانی
سلطان علی لاکهانی (انگلیسی: Sultan Ali Lakhani؛ زادهٔ ۲۴ ژوئیهٔ ۱۹۴۸) سیاستمدار و کارآفرین اهل پاکستان است، که در سال ۱۹۵۴ گروه لیکسن را تأسیس کرد.